# Éric Cantona
Éric Daniel Pierre Cantona (pronunciación en francés: /e.ʁik dan.jɛl pjɛʁ kɑ̃.tɔ.na/; Marsella, 24 de mayo de 1966) es un exfutbolista y actor francés que jugaba de delantero. Fue internacional con la selección de Francia.
Iniciado en la cantera del A. J. Auxerre, con el que debutó como profesional, jugó después para el Olympique de Marsella de manera fugaz por diversos episodios polémicos, que le llevaron a sendas cesiones al Girondins de Burdeos y el Montpellier Hérault, y una posterior salida al Nîmes Olympique. Sin éxito en el fútbol francés, recaló en Inglaterra para rehacer su carrera profesional. En 1991 se marchó al Leeds United, donde fue pieza clave para la consecución de la liga 1991-92, y de inmediato fue contratado por el Manchester United F. C. por petición expresa de Alex Ferguson. Con los red devils obtuvo sus mayores logros y reconocimientos: cuatro títulos de Premier League y dos Football Association Cups, que le sirvieron para convertirse en un icono del club en los años 1990.
A lo largo de su carrera deportiva se caracterizó por ser un atacante tenaz con olfato goleador, mentalidad competitiva y un estilo de juego muy creativo, vital para que el Manchester United dominara el fútbol británico en su época. En ese tiempo no solo se había convertido en un ídolo para la afición de Old Trafford —con el apodo de The King—, sino en un icono de la recién creada Premier League. No obstante, Cantona es también recordado por su falta de disciplina: en 1988 fue apartado un año de la selección francesa por insultar al entrenador Henri Michel, y en 1995 la Asociación del Fútbol le condenó a ocho meses de inhabilitación por propinar una patada voladora a un aficionado rival que le estaba increpando con insultos racistas.
A título individual, ha sido galardonado con el «Premio PFA al jugador del año» (1993/94), con el «Premio FWA» de la Asociación de Periodistas (1995/96) y con el Onze d'Or al mejor jugador en Europa (1996). Se retiró prematuramente en 1997, con tan solo 31 años, tras haber disputado más de 440 partidos oficiales y marcado 165 goles. Además, fue convocado con Francia en 45 ocasiones (20 goles) desde 1987 hasta 1995.
Después de su retirada, ha destacado por desempeñar múltiples facetas como actor, productor y dirigente deportivo. En 1995 debutó en el cine con un papel en La alegría está en el campo, y desde entonces ha participado en títulos como Elizabeth (1998), L'Outremangeur (2003) y Buscando a Eric (2009, dirigida por Ken Loach). Además ha sido la imagen publicitaria de Nike durante más de dos décadas. Entre 2005 y 2011 fue el entrenador de la selección de fútbol playa de Francia, y desde 2011 hasta 2014 asumió la dirección deportiva del New York Cosmos tras su refundación.

## Biografía
Éric Cantona nació en el barrio de Les Caillols en Marsella (Francia), en el seno de una familia de clase trabajadora. Su padre, Albert Cantona, era enfermero y pintor en sus ratos libres, mientras que su madre, Éléonore Raurich, era costurera. Es el segundo hijo del matrimonio y tiene dos hermanos: Jean-Marie (1962) y Joël Cantona (1967), quien también fue futbolista profesional.
Tiene orígenes sardos por parte paterna y catalanes por la materna; su abuelo materno Pere Raurich, natural de Martorell, combatió con el Ejército Popular de la República durante la guerra civil española. Cuando el bando sublevado avanzó hasta Barcelona a comienzos de 1939, la familia tuvo que huir a Francia y fue internada en un campo de concentración del Rosellón. Por otra parte, su abuelo paterno era un inmigrante de Cerdeña (Italia).
Su esposa desde 2007 es la actriz Rachida Brakni, con la que reside en Lisboa (Portugal) y ha tenido una hija. Desde 1987 hasta 2003 estuvo casado con Isabelle Ferrer, madre de sus dos primeros hijos.

## Carrera como jugador

### Debut en Francia

#### Inicios en el Auxerre (1981-1986)

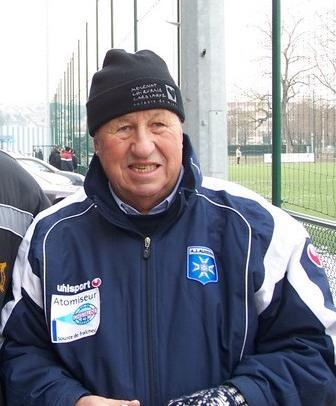
Guy Roux fue el técnico que hizo debutar a Éric Cantona en 1983.

Cuando tenía 6 años, Éric Cantona comenzó a jugar al fútbol con sus hermanos en el equipo del barrio, el Sports Olympiques Caillollais, del cual habían surgido otros profesionales como Jean Tigana y Christophe Galtier. Al principio jugaba como guardameta por influencia de su padre, pero el entrenador decidió ponerle en la delantera para que pudiese desarrollar sus habilidades. Llegaría a disputar más de 200 partidos en las distintas categorías del Caillollais y al cumplir 14 años, edad en la que los clubes profesionales franceses pueden contratar a juveniles, ya era objetivo de fichaje.
Al principio Éric se había comprometido con el O.G.C Niza para estar cerca de la familia, pero a última hora cambió de decisión y en 1981 firmó un contrato con el Association de la Jeunesse Auxerroise gracias a la confianza que le había prestado su nuevo técnico Guy Roux.
Cantona tuvo que pasar por el equipo juvenil y después por el filial de Tercera División para ganarse una oportunidad. A nivel internacional, ya había sido convocado por la selección sub-17 de Francia en un amistoso contra Suiza. Sus registros goleadores animaron a Guy Roux a hacerle debutar con el primer equipo en dos partidos de la temporada 1983/84: el 5 de noviembre de 1983 contra el A.S. Nancy, y el 17 de diciembre frente al Racing Club de Lens, formando pareja de ataque con el polaco Andrzej Szarmach. No obstante, Roux le bajó de nuevo a los reservas para que mejorase su forma física. Allí conseguiría 20 goles importantes en la consecución del título amateur de Tercera.
Éric volvió a ser convocado por Roux en la edición 1984/85. Su primer gol con el equipo principal llegó el 14 de mayo de 1985 frente al Football Club de Rouen en el estadio Robert-Diochon, y dos semanas después hizo contra el Racing Estrasburgo el tanto que clasificó al Auxerre para la Copa de la UEFA. Además, ayudó al Auxerre juvenil a conquistar la Copa Gambardella de 1985 con una tripleta en la final.
Se esperaba que Cantona tuviera más oportunidades en la temporada 1985/86 porque Szarmach había sido traspasado, pero una gripe le dejó fuera del once inicial y Roger Boli le arrebató el puesto. Por esta razón, Roux prefirió que se marchase cedido al Football Club de Martigues de Segunda División, algo que convencía al jugador porque estaría cerca de su novia y de Marsella. Lejos de su mentor, el delantero adquirió experiencia y marcó 4 goles en 15 partidos.
El 1 de febrero de 1986, Éric Cantona firmó su primer contrato profesional con el Auxerre mientras estaba en el Martigues.

#### Consagración (1986-1988)
Éric Cantona se consolidó como jugador del primer equipo del Auxerre a partir de la temporada 1986/87, compartiendo vestuario con jugadores también procedentes de la academia de formación, entre los que destacan los hermanos Roger y Basile Boli, Pascal Vahirua, Daniel Dutuel, Bruno Martini y Christophe Cocard. Guy Roux apostó por él como delantero titular y este le devolvió la confianza con 13 tantos en 36 partidos, máximo goleador del conjunto borgoñón, así como una racha de 9 partidos consecutivos en los que anotó. Gracias a esas actuaciones fue convocado por primera vez con la selección sub-21 de Francia.
La edición 1987/88 sirvió para confirmar a Cantona como una de las mayores esperanzas del fútbol galo. El 12 de agosto de 1987, el director técnico francés Henri Michel le hizo debutar con la selección absoluta en un amistoso contra Alemania Occidental en el Estadio Olímpico de Berlín, siendo titular junto a Jean-Pierre Papin. Aunque Francia perdería por 2–1, Cantona marcó el único gol de los Bleus. En lo que respecta al Auxerre, hizo 8 goles en 32 partidos de liga y su equipo quedó en noveno lugar.
Ya en aquella época, el buen nivel de juego de Cantona comenzaría a verse eclipsado por su mala disciplina. Además de haber sido multado por agredir a su compañero Bruno Martini en un entrenamiento, el 5 de abril de 1988 fue sancionado tres meses por una brutal entrada con las dos piernas a Michel Der Zakarian, del F.C. Nantes. Pese a todo, la prensa y los aficionados franceses se sintieron atraídos por ese carácter rebelde. A nivel nacional, su consagración llegaría en las semifinales del Campeonato Europeo Sub-21 de 1988: el 27 de abril de 1988, contra Inglaterra en Highbury, fue autor de los dos goles que clasificaron a su país para la final.
El jugador aprovechó la proyección europea para solicitar el traspaso a equipos de superior categoría, una decisión de la que más tarde ha reconocido arrepentirse. Hoy en día Cantona sigue admirando a Guy Roux, apoya al equipo que le dio la primera oportunidad e incluso ha llegado a declarar que «Francia no merece al Auxerre. Inglaterra sin duda, pero no Francia».

#### Olympique de Marsella (1988-1991)

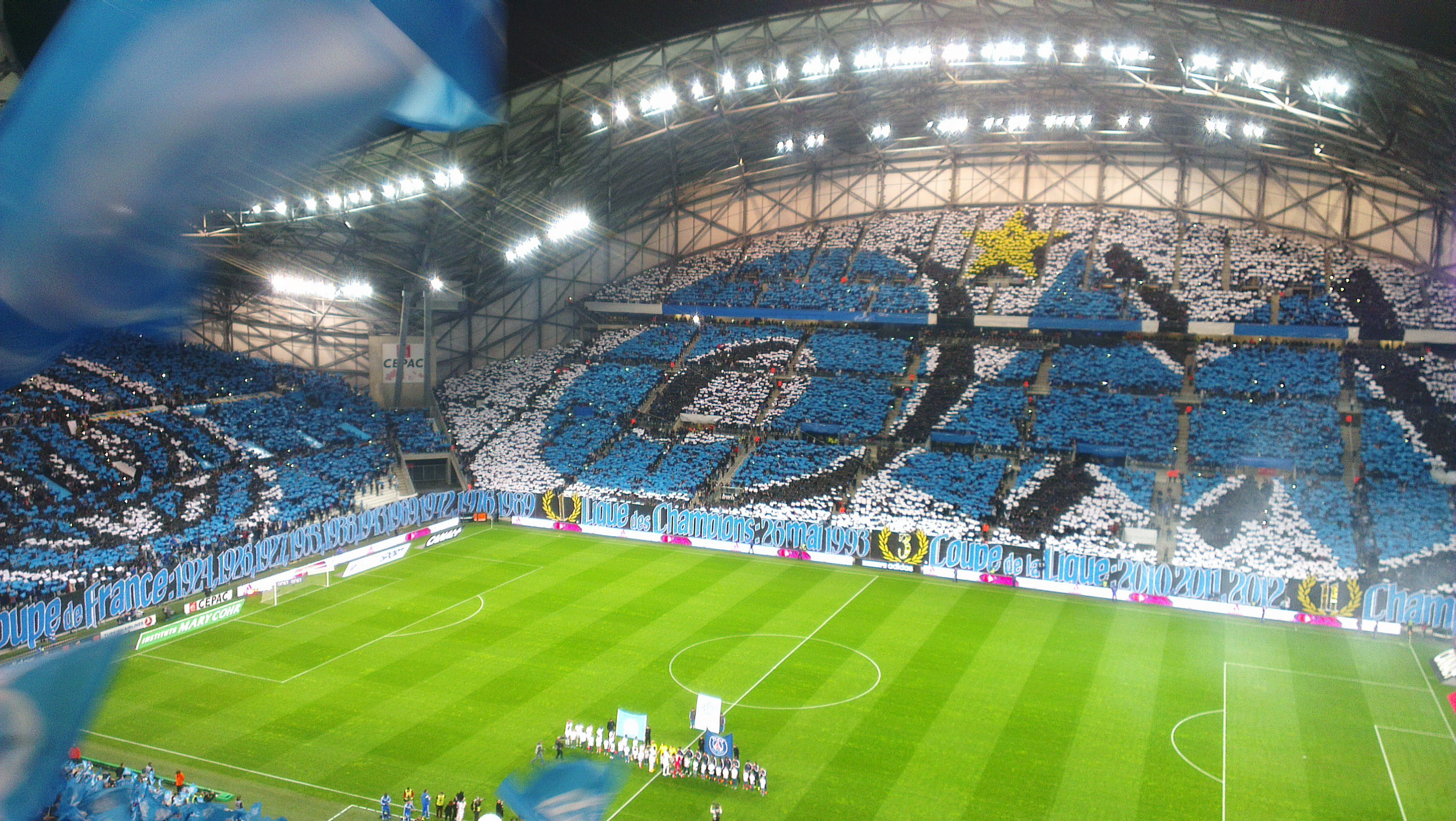
Interior del Stade Vélodrome de Marsella. Cantona solo jugó con el Olympique el primer tramo de la temporada 1988/89 y toda la edición 1990/91.

Nada más ser declarado transferible, Cantona recibió ofertas de los cuatro clubes con mayor presupuesto de la época: A.S. Mónaco, París Saint-Germain, Matra Racing París y Olympique de Marsella. Atraído por la posibilidad de triunfar en su ciudad natal, aceptaría la propuesta del Olympique con un contrato por cinco temporadas. El presidente de esa entidad, Bernard Tapie, aspiraba a construir un proyecto que dominase el fútbol francés con Papin, Klaus Allofs, Franck Sauzée y Karlheinz Förster entre otros nombres. El Auxerre ingresó 22 millones de francos (3,4 millones de euros), cifra récord en aquella época.
Los primeros meses de la nueva estrella marsellesa estuvieron marcados por una polémica con la selección de Francia. Henri Michel no quiso convocarle en agosto de 1988 para un partido contra Checoslovaquia y en respuesta, Cantona le llamó «saco de mierda» y prometió que no volvería a jugar con Francia mientras él fuese su seleccionador. La Federación Francesa de Fútbol, escandalizada por esa declaración, lo excluyó de cualquier convocatoria hasta el 30 de junio de 1989, lo cual le dejaba fuera de la final del Campeonato Europeo Sub-21 en octubre de 1988.
En lo que respecta a la Division 1, disputó con normalidad el primer tramo de la temporada 1988/89 al ser titular en 22 partidos y anotar 5 goles. Su situación personal cambió por completo en enero de 1989: enfadado porque su entrenador Gérard Gili lo iba a sustituir en un amistoso, el jugador se quitó la camiseta y la tiró al suelo. La directiva del Marsella decidió sancionarlo con un mes de suspensión, y el episodio terminó con una cesión al Girondins de Burdeos durante el resto del curso. Con ellos disputó 11 encuentros y marcó 6 goles, pero también fue muy criticado por un error personal en la Copa de Francia que supuso la eliminación de los bordeleses. Además, el Olympique de Marsella había ganado la liga francesa sin necesitarlo.
Una vez cumplida la sanción federativa, el nuevo seleccionador de Francia, Michel Platini, volvió a convocarlo el 16 de agosto de 1989 además de mostrarle su apoyo para próximos compromisos. Sin embargo, seguía enfrentado con el presidente Bernard Tapie y en la temporada 1989/90 tuvieron que cederlo a otro club de Primera División, el Montpellier Hérault dirigido por Michel Mézy. El paso por el Stade de la Mosson también resultó muy controvertido, pues llegó a tirar las botas a la cara a su compañero Jean-Claude Lemoult después de una derrota. El incidente motivó la división del equipo, entre los que exigían su cese y quienes pedían que no fuese expulsado (entre ellos, Laurent Blanc y Carlos Valderrama). Al final, Mézy siguió contando con Cantona y este les ayudaría a ganar la Copa de Francia de 1990, con triunfo por 2-1 en la prórroga al Racing París de Ginola. Gracias a esa actuación, pudo regresar a Marsella, si bien se desveló el interés del A.S. Cannes por contratarle.
De cara a la edición 1990/91, su último año en el Olympique, Cantona gozó de la confianza del nuevo entrenador Franz Beckenbauer y fue alineado con Papin en la pareja de delanteros. Su progresión se vio truncada por una lesión el 28 de octubre, en un juego frente al Stade Brestois, y por la dimisión de Beckenbauer tras un enfrentamiento con Bernard Tapie. El nuevo entrenador, Raymond Goethals, cambió la táctica para jugar con un solo punta y Cantona quedó relegado. En total disputaría 18 partidos (8 goles) y su equipo ganó la liga sin que él se sintiese protagonista, pues tampoco fue titular ni en la final de la Copa de Francia ni en la final de la Copa de Europa de Fútbol.

#### Salida de Francia (1991)
Cantona pidió a Bernard Tapie que le traspasara en el verano de 1991. Si bien se hizo público el interés del PSG y del Olympique de Lyon, su destino final sería un club más modesto, el recién ascendido Nîmes Olympique. El coste total fue de 10 millones de francos (1,5 millones de euros), con un salario de 280.000 francos mensuales. La contratación había sido una apuesta personal del alcalde Jean Bousquet, creador de la marca Cacharel y expresidente del equipo local.
A pesar de que Cantona llevó el brazalete de capitán y se le dio un rol protagonista, nunca se sintió cómodo en Nimes. En la temporada 1991/92 disputó 17 partidos y marcó 2 goles, insuficientes para resolver la mala racha del equipo que lo condujo a los puestos de descenso. Según la prensa, el futbolista se mostraba poco participativo sobre el campo. Esto contrastaba con su rendimiento con la selección, pues Michel Platini seguía convocándolo para la fase de clasificación de la Eurocopa 1992.
Finalmente, el paso de Cantona por el Nîmes Olympique terminaría envuelto en la polémica: en el transcurso de un partido entre el Nîmes y el A.S. Saint-Étienne, fue expulsado por pegar un balonazo al árbitro tras señalar una falta. La Federación Francesa de Fútbol sancionó al delantero con cuatro partidos de suspensión y este respondió llamando «idiotas» a los miembros de la comisión de disciplina, que de inmediato aumentó la pena a dos meses. Herido en su orgullo, Cantona anunció el 12 de diciembre de 1991 que se retiraría del deporte profesional, con tan solo 25 años.

### Llegada a Inglaterra

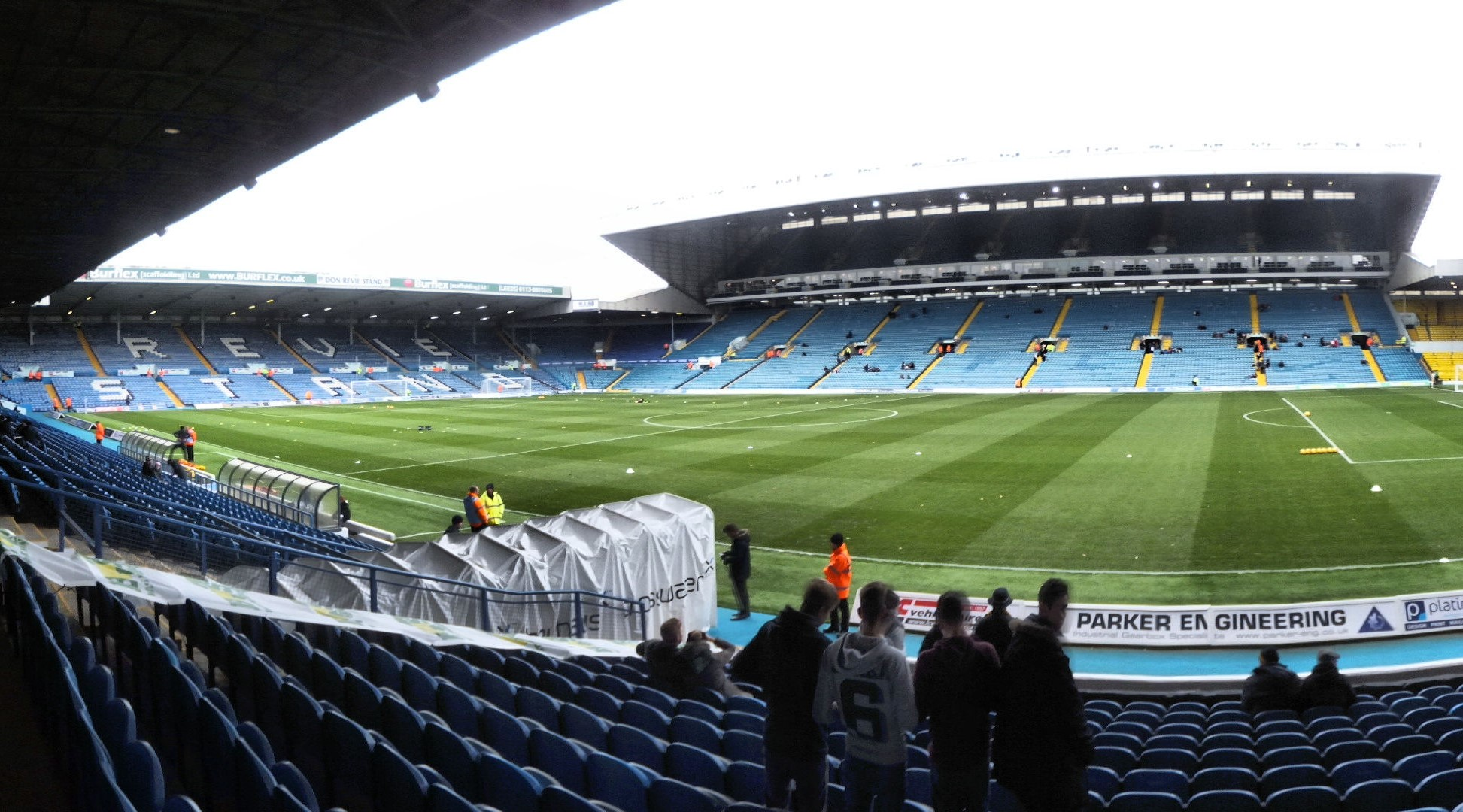
Elland Road, campo del Leeds United. En los seis meses que estuvo allí ganó la liga inglesa de 1991/92.

La decisión de Éric Cantona causó conmoción en el deporte francés, pero duró solo unas semanas. El seleccionador Michel Platini seguía contando con él para la Eurocopa 1992 y logró convencerle de que se marchara a Inglaterra para recuperar la ilusión perdida. En ese sentido, su asistente Gérard Houllier y el agente Dennis Roach intermediaron con los clubes británicos.
En enero de 1992 concertó una prueba con el Sheffield Wednesday de la Primera División, con el que tuvo solo un partido de fútbol indoor. A pesar de mostrar un buen rendimiento, el técnico Trevor Francis consideraba que era demasiado caro y le dejó escapar. La persona que sí aprovechó la oportunidad fue Howard Wilkinson, técnico del Leeds United, quien consiguió convencerle en menos de una hora de que sería pieza clave en su esquema. El Leeds tuvo que pagar 900.000 libras al Nîmes Olympique para que el fichaje se confirmara el 1 de febrero de 1992.
Cantona debutó el 8 de febrero frente al Oldham Athletic y en total disputó 15 partidos del tramo final de la edición 1991/92, muy importantes para que el Leeds United se proclamara campeón de la First Division en su última edición como máxima categoría. Más importante que sus 3 goles fueron las asistencias que servía al delantero titular, Lee Chapman, y su rápida asociación en el campo con los internacionales Gary McAllister y Gary Speed. Después de convertirse en el nuevo ídolo de Elland Road, fue convocado para la fase final de la Eurocopa 1992 tal y como Platini le había prometido.
El punto de inflexión en la carrera de Cantona llegó en la Charity Shield, celebrada el 8 de agosto de 1992 en Wembley. El partido entre Leeds United y Liverpool F.C. se resolvió con victoria del Leeds por 4–3, y Cantona tuvo una participación decisiva al marcar una tripleta vital para remontar el marcador. Una semana más tarde llegó la apertura de la temporada 1992/93, primera jornada de la recién creada Premier League, y el francés volvió a conseguir un hat trick frente al Tottenham Hotspur. No obstante, el estilo de juego vistoso de Cantona chocaba con las tácticas físicas de Wilkinson, algo que se reflejaba especialmente en los partidos fuera de casa, y la relación entre ambos había empeorado. Antes de noviembre de 1992, había jugado 20 partidos (13 de liga) y marcado 11 goles.

### Manchester United

#### 1992-93

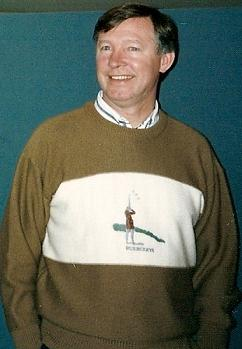
Alex Ferguson, técnico del Manchester United (1992).

El 26 de noviembre de 1992 se confirmó que el Manchester United había pagado 1,2 millones de libras por el traspaso de Éric Cantona. El técnico de los reds, Alex Ferguson, necesitaba un delantero centro tras la lesión de gravedad de Dion Dublin y sondeó distintas opciones en el mercado inglés. El presidente del Manchester, Martin Edwards, había llamado a su contraparte del Leeds por Lee Chapman, quien ya tenía 33 años y por tanto parecía más fácil de conseguir. Sin embargo, Ferguson intercedió para que Edwards también le preguntara por Cantona. En un sorprendente giro de los acontecimientos, Howard Wilkinson ofreció al francés porque consideraba que tenía un carácter demasiado inestable. Esta operación está considerada uno de los mayores aciertos de la era Ferguson, en especial por su bajo precio, y coincidió con el inicio de una era exitosa para la entidad el la que ya estaban Peter Schmeichel, Denis Irwin, Paul Ince y un joven Ryan Giggs.
El primer partido oficial de Cantona con el Manchester United llegaría el 6 de diciembre de 1992, al salir en la segunda parte del derbi de Mánchester frente al Manchester City. Hasta su llegada, los «diablos rojos» tenían problemas de cara a portería y se veían superados por equipos que habían hecho una gran inversión como el Aston Villa y el Blackburn Rovers. Alex Ferguson apostó porque Cantona formase pareja de ataque con Mark Hughes y retrasó al otro atacante del plantel, Brian McClair, al centro del campo para encajar piezas. El cambio táctico resultó muy efectivo: el 19 de diciembre marcaría su primer tanto ante el Chelsea F.C.
El Manchester United mostró su mejor momento de forma a lo largo de 1993 y terminó en primer lugar con una ventaja de 10 puntos sobre el Aston Villa, lo que significaba la primera liga después de 26 años. Cantona disputó un total de 22 partidos (9 goles) y sus propios compañeros le consideraron clave para la consecución del título.

#### 1993-94
En la edición 1993-94, Cantona conquistó tres títulos con el Manchester United —Premier League, FA Cup y Charity Shield— y fue elegido «Jugador del año» por la Asociación de Futbolistas Profesionales (PFA), con un récord personal de 18 goles en 34 partidos de liga. A pesar de que llegó a perderse cinco partidos en marzo por sanción, regresaría a tiempo para la final de la FA Cup contra el Chelsea F.C. (4-0) en la que marcó dos goles. Su técnico Alex Ferguson había reforzado al plantel con la llegada de Roy Keane y permanecerían imbatidos desde septiembre hasta febrero de 1994, con una ventaja final de 12 puntos sobre el segundo. El único campeonato nacional que no pudo ganar aquel año fue la Copa de la Liga, perdida en la final contra el Aston Villa por 3–1.
En las votaciones al Balón de Oro 1993 quedó en tercera posición con 34 puntos, solo por detrás del ganador Roberto Baggio y de Dennis Bergkamp.
El francés se hizo muy popular entre los aficionados de Old Trafford tanto por su estilo de juego, vistoso y competitivo, como por su carácter. Esta fue la primera edición en la que se asignaron dorsales y Cantona eligió el «7» que mantendría hasta el final de su carrera, algo que junto con su solapa del cuello levantada le convertiría en uno de los jugadores más icónicos de la nueva Premier League. Sin embargo, en la Liga de Campeones de la UEFA aún no se había establecido la numeración fija, por lo que vestiría el «9» en las eliminatorias contra el Kispest Honvéd y el Galatasaray, equipo que dejó fuera a los ingleses en octavos de final.
Al final de la temporada fue pretendido por los dos clubes más potentes de España, Real Madrid y F. C. Barcelona. Aunque Cantona había preparado una reunión con el técnico madridista Jorge Valdano, el Manchester United se negó a negociar.
Cantona no pudo disputar la Copa Mundial de Fútbol de 1994 porque Francia había sido eliminada en el último partido de la fase clasificatoria.

#### 1994-95

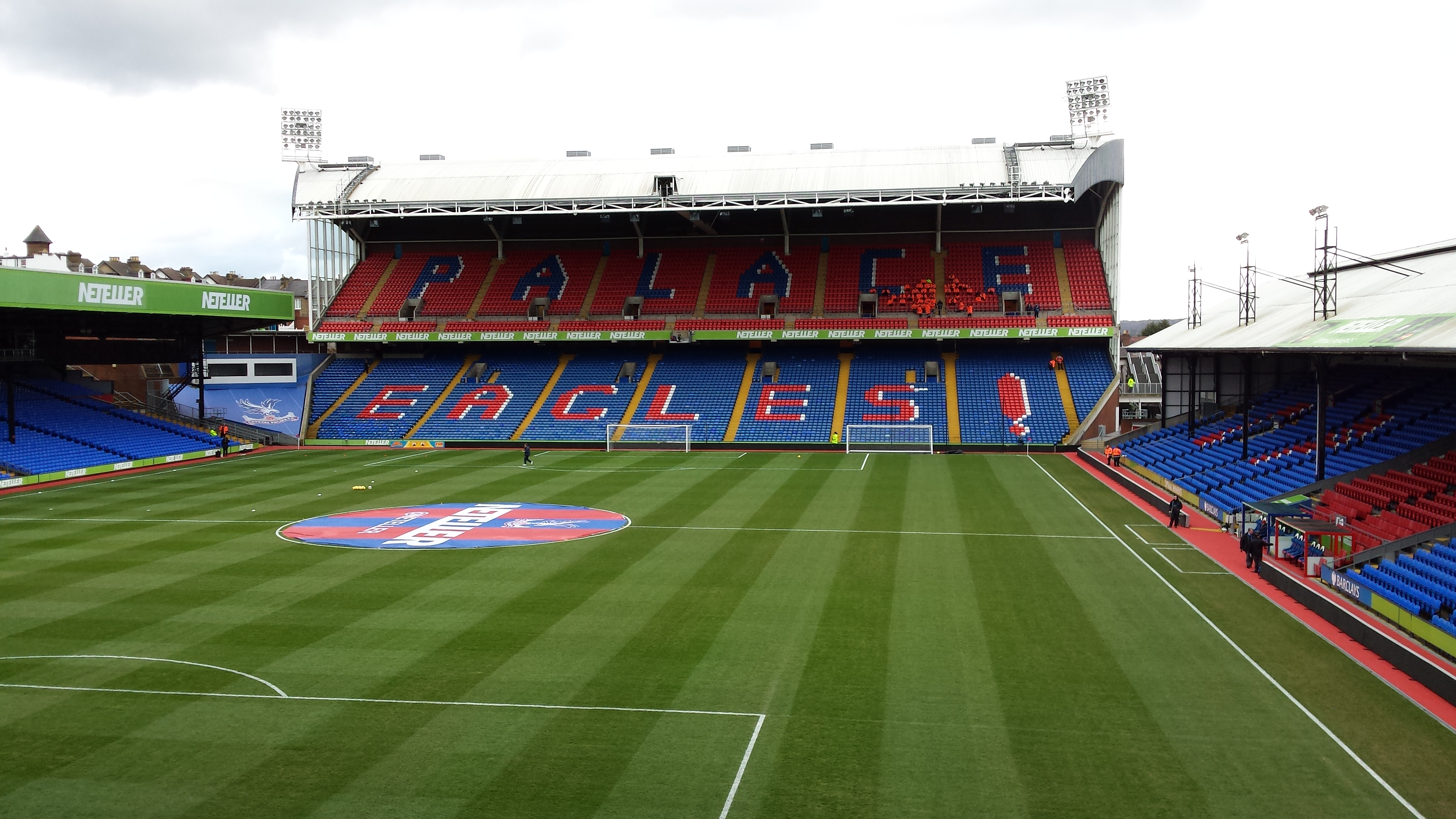
Selhurst Park fue el escenario donde Cantona agredió a un aficionado el 25 de enero de 1995.

El único título que ganaría el Manchester United en 1994-95 fue la Charity Shield frente al Blackburn Rovers por 2-0, en la que Éric marcó el primer tanto de penalti. En la Premier League se encadenó una mala racha en octubre para después retomar la senda de los triunfos. Algunas de las actuaciones más memorables de Cantona se dieron en la victoria por 5–0 frente al Manchester City en el derbi local (10 de noviembre), y el triunfo por 1–0 sobre el líder de la tabla, el Blackburn Rovers de Alan Shearer, gracias a un gol suyo. En total había completado 21 partidos y marcado 12 goles, y se esperaba que formara una temible dupla de ataque con Andy Cole, recién fichado en el mercado de invierno.
Sin embargo, el 25 de enero de 1995 se produjo un hecho polémico que marcó para siempre la carrera profesional de Cantona. En un partido contra el Crystal Palace en Selhurst Park, el francés había sido expulsado por cometer falta contra un rival. Mientras se retiraba a los vestuarios, un espectador local se situó en el borde de la grada para insultarlo, presuntamente con gritos xenófobos como «vete a tu país». La reacción del futbolista fue correr hacia el aficionado y tumbarlo al suelo con una patada voladora, para después intentar golpearlo hasta que fue separado por la seguridad del campo.

La agresión tuvo un enorme impacto entre la sociedad británica: llegó incluso al Parlamento del Reino Unido. El Manchester United suspendió a Cantona para el resto de la temporada y le impuso una multa de 20.000 libras, mientras que la Asociación del Fútbol incrementó la sanción a ocho meses de inhabilitación. Después de que la FIFA la confirmase a nivel mundial, fue apartado de la selección francesa por decisión del técnico Aimé Jacquet. Cantona acabó siendo condenado en marzo de 1995 a dos semanas de cárcel, reducida después a 120 horas de servicios comunitarios que pudo cumplir en una escuela infantil de Mánchester. Por otra parte, al aficionado agredido se le prohibió la entrada a cualquier recinto deportivo durante un año. Tras confirmarse la sanción, Cantona declaró lo siguiente:
«Cuando las gaviotas siguen al pesquero es porque piensan que les van a lanzar sardinas al mar».
Cantona siempre ha defendido su reacción respecto a los insultos que había recibido. Décadas después del hecho, ha descrito esa patada como «el mejor momento» de su carrera futbolística, alegando que «patear a un fascista no se saborea todos los días». Por otra parte, Alex Ferguson defendió a su jugador al asegurar que «si Cantona se equivocó tuvo sus razones; fue insultado de forma intolerable y reaccionó instintivamente».
El Manchester United no pudo revalidar el título de liga y quedó subcampeón, a un solo punto del Blackburn Rovers. Meses antes de que concluyera la temporada, se había filtrado a los medios de comunicación que Cantona pensaba marcharse de Inglaterra y que clubes como el Inter de Milán o el Valencia C. F. habían presentado ofertas. Al final, el entrenador logró convencer a la directiva y consiguió que Cantona renovara por el Manchester con un salario de 1,7 millones de dólares por temporada.

#### 1995-96
Cantona no regresó a los campos de fútbol hasta la octava jornada, el 1 de octubre de 1995, en el derbi del Noroeste de Inglaterra contra el Liverpool F.C. En aquel encuentro que finalizó en empate (2-2), fue determinante al servir una asistencia a Nicky Butt y marcar un tiro de penal. En los meses siguientes se centró en recuperar el estado de forma previo a la sanción, con el objetivo también de regresar a la selección francesa.
El Manchester United se encontraba en pleno relevo generacional. Las salidas de Mark Hughes, Paul Ince y Kanchelskis se cubrieron con jóvenes promesas procedentes del equipo reserva cuyo promedio de edad era de 24 años: los Fergie's Fledglings (en español, «Novatos de Fergie»). Aquel año gozaron de mayores oportunidades Paul Scholes, David Beckham, Nicky Butt y los hermanos Gary Neville y Phil Neville. La labor de Cantona en aquel rejuvenecido plantel era servirles de referencia, razón por la que fue nombrado segundo capitán por detrás de Steve Bruce. Si bien en el primer tramo de la temporada llegaron con una desventaja de 10 puntos sobre el líder de la liga, el Newcastle United, los «diablos rojos» supieron remontarla en la segunda vuelta para ganar la Premier League por tercera vez. El francés tuvo una actuación destacada con 14 goles en 30 partidos, gracias a la cual ganó el «Premio FWA al futbolista del año» de la Asociación de Periodistas.
El 11 de mayo de 1996, día de la final de la FA Cup frente al Liverpool F.C., fue nombrado capitán porque Steve Bruce estaba lesionado. En lo que resultó un partido muy igualado, el delantero hizo el único gol del partido en el minuto 86 que convirtió al Manchester United en el primer equipo en conquistar el doblete en dos ocasiones. Cantona era también el primer futbolista que ganaba el histórico trofeo como capitán sin haber nacido en las islas británicas.
A pesar de que la Eurocopa 1996 se celebró en Inglaterra, el seleccionador francés Aimé Jacquet se mantuvo firme y no convocó a Éric Cantona.

#### 1996-97
En el último año de su carrera profesional, Alex Ferguson lo había confirmado como capitán del equipo después de que Steve Bruce fuese traspasado al Birmingham City. El Manchester United pudo revalidar la Premier League, con una ventaja de 7 puntos sobre el Newcastle. Cantona marcaría el 21 de diciembre de 1996 el considerado mejor gol de su carrera: tras marcharse de dos jugadores del Sunderland A.F.C. con una finta, combinó con Brian McClair para quedarse solo frente al guardameta y batirle con un tiro bombeado por toda la escuadra. Tan icónico como ese chut resultaría la celebración, en la que el francés se limitó a observar Old Trafford desde el punto donde había disparado. Sus cifras goleadoras se redujeron a 11 goles en 36 partidos; para aportar al equipo tuvo que retrasar su posición y servir asistencias a los arietes Ole Gunnar Solskjær y Andy Cole.
En la Liga de Campeones de la UEFA 1996-97, el Manchester United llegó hasta semifinales, donde fue eliminado por el Borussia Dortmund alemán.

Su último partido como profesional fue el 11 de mayo de 1997 contra el West Ham United en la última jornada de la Premier League. Una semana después, el 18 de mayo, anunció su retirada del fútbol cuando tenía 30 años y estaba en su mayor momento de popularidad. Alex Ferguson trató de convencerlo para que recapacitara, pero resultó imposible. El ya exfutbolista justificó su decisión asegurando que había perdido la ilusión por el deporte de competición:
«He sido profesional durante 13 años, es demasiado tiempo. Me gustaría hacer otras cosas en mi vida. Siempre he meditado retirarme cuando estuviera en lo más alto, y con el Manchester United he llegado a la cima de mi carrera.» 
Años más tarde, Cantona ha reconocido que habría pospuesto un año su retirada si Aimé Jacquet hubiera contado con él para la Copa Mundial de Fútbol de 1998, algo imposible por la mala relación entre ambos.
El 18 de agosto de 1998, el Manchester United le organizó un partido homenaje en Old Trafford entre los «diablos rojos» y un combinado de amigos de Cantona, que a su vez sirvió para recordar a los fallecidos por el desastre aéreo de Múnich en 1958. En el llamado «Team Cantona» estuvieron Pascal Olmeta, Pascal Vahirua, Laurent Blanc, Jean-Pierre Papin, Paul Gascoigne, Martin Dahlin, Mark Hughes y su hermano Joël Cantona.

## Selección nacional

### Categorías inferiores
Éric Cantona empezó a jugar a nivel internacional con la selección sub-17 y después formó parte del plantel galo que acudió a la Eurocopa Sub-21 de 1988. En vez de sede fija para la fase final, cada selección disputaba rondas a doble partido en sus respectivos países. El delantero sobresalió en las semifinales contra Inglaterra, pero debido a una sanción federativa no pudo ser convocado para la final contra Grecia. En aquella plantilla había otros grandes nombres del fútbol francés como Laurent Blanc —jugador más valioso del campeonato—, Bruno Martini y Franck Sauzée.

### Selección absoluta
Cantona ha sido internacional con la selección de fútbol de Francia en 45 ocasiones y ha marcado 20 goles. El único torneo de selecciones que llegó a disputar fue la Eurocopa 1992, y nunca pudo jugar en la Copa Mundial de Fútbol.
Su debut con la selección absoluta llegaría el 12 de agosto de 1987, en un partido amistoso frente a Alemania Occidental en el Estadio Olímpico de Berlín. Ya en ese debut formó una duradera pareja de ataque con Jean-Pierre Papin y fue autor del único gol galo (2-1). Dos meses después, el seleccionador Henri Michel volvió a llamarle para dos partidos de la clasificación para la Eurocopa de 1988 en París: Noruega (1-1) y Alemania Oriental (0-1). Cuando ya llevaba 5 convocatorias, Cantona insultó a Michel por no haber sido convocado para un amistoso y la Federación Francesa de Fútbol decidió vetarlo de la selección durante un año. Tras cumplir esa sanción, el nuevo técnico galo Michel Platini le recuperó el 16 de agosto de 1989 para un amistoso contra Suecia en Malmö, que terminó en victoria (2-4) gracias a dos goles suyos. Además, disputó los tres últimos partidos de la fase de clasificación para la Copa Mundial de Fútbol de 1990, en la que Francia quedó eliminada.
Cantona disputó seis de los ocho partidos de la clasificación para la Eurocopa 1992 y fue titular en los tres partidos de Francia en la fase de grupos de la Eurocopa: dos empates con Suecia (1-1) e Inglaterra (0–0) y una derrota ante Dinamarca (1-2). Esta ha sido la única ronda final de un campeonato de selecciones absolutas en toda su carrera.
Platini fue reemplazado al frente de la selección por Gérard Houllier, quien siguió contando con Cantona en toda la fase clasificatoria para la Copa Mundial de Fútbol de 1994. El delantero, quien entonces ya era una estrella del Manchester United, fue titular en una de las derrotas más traumáticas de los Bleus: el duelo ante Bulgaria del 17 de noviembre de 1993. A Francia le bastaba con un empate en la última jornada para clasificarse. Pero en el último minuto, los búlgaros interceptaron un centro fallido de David Ginola hacia Cantona, aprovecharon para hacer un contragolpe y Emil Kostadinov marcó el gol de la victoria búlgara. La eliminación francesa rompió la amistad que hasta entonces mantenían ambos futbolistas.
Con la llegada de Aimé Jacquet al banquillo galo, Cantona asumió la capitanía y un mayor protagonismo en la creación de juego. A lo largo de 1994 ganó la Copa Kirin y estuvo presente en los cuatro primeros choques de la clasificación para la Eurocopa 1996. Pero su carrera internacional, destinada a convertirle en el líder de Francia, se vio truncada por la patada al aficionado en Selhurst Park. Su último encuentro fue el 18 de enero de 1995 contra Países Bajos en Utrecht, una semana antes del incidente. A raíz de la sanción internacional, Jacquet excluyó a Cantona de toda convocatoria por falta de disciplina, lo que le dejaba fuera de la Eurocopa 1996.

## Dirigencia deportiva

### Fútbol playa
Al mismo tiempo que desarrollaba su carrera como actor, Éric Cantona y su hermano Joël llegaron a un acuerdo con la Federación Francesa de Fútbol para ser embajadores del fútbol playa en Francia. En concreto, Éric asumió el cargo de jugador-entrenador de la selección francesa y en diciembre de 1997 hizo su debut oficial, atraído por la novedad. Su objetivo era encontrar futbolistas que habían sido rechazados para el fútbol profesional, pero que tenían potencial para triunfar en esta modalidad.
Los mayores logros deportivos en esta etapa fueron las victorias en la Eurocopa de 2004 y en la Copa Mundial de Fútbol Playa FIFA 2005. En este último torneo su país llegó hasta la final y tras un disputado encuentro frente a Portugal, donde fue necesaria una tanda de penaltis, Francia se convirtió en la campeona del mundo.
Al partir de 2006, Cantona se dedicó en exclusiva a ejercer de seleccionador nacional y no pudo repetir el mismo éxito: en la Copa Mundial de 2006 su país quedó tercero, y partiendo de esa base hubo un declive que terminó con la ausencia de Francia en la Copa Mundial de 2009. Después de no clasificarse tampoco para la Eurocopa de 2010, Cantona fue reemplazado a comienzos de 2011 por Stéphane François.

### New York Cosmos
El 18 de enero de 2011 se confirmó que Éric Cantona había aceptado ser el director deportivo de los New York Cosmos a petición de Paul Kemsley, propietario de la franquicia. El objetivo de este nuevo equipo, inspirado en la entidad neoyorquina que dominó la NASL en la década de 1970, era optar a una franquicia de expansión en la Major League Soccer como el segundo equipo de Nueva York. En ese sentido, Cantona prometió que trabajaría para convertirlos en «el mejor equipo de Estados Unidos» a través de un proyecto de cantera a largo plazo.
La segunda franquicia de la MLS fue concedida al New York City Football Club, un proyecto vinculado al Manchester City inglés, por lo que los Cosmos tuvieron que quedarse en la North American Soccer League.
Cantona fue despedido en mayo de 2014 por haber agredido a un fotógrafo en Londres. Un año después, este demandó a la entidad para reclamarles el pago de un millón de dólares prometidos en el contrato que había firmado.

## Carrera como actor

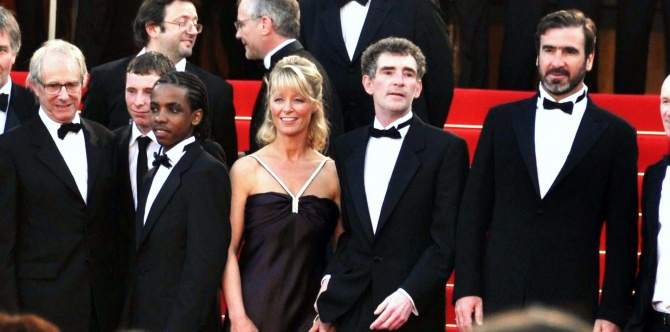
Presentación de Buscando a Eric en el Festival de Cannes. De izquierda a derecha: Ken Loach, Gerard Kearns, Stefan Gumbs, Stephanie Bishop, Steve Evets y Cantona.

Éric Cantona no esperó a finalizar su carrera deportiva para debutar como actor. En 1995 participó junto con su hermano Joël Cantona en la película gala La alegría está en el campo, y tras su retirada se puso a trabajar en el rodaje de la producción británica Elizabeth (1998, Shekhar Kapur), interpretando a un embajador francés. Su primer papel protagonista llegó ese mismo año con Mookie, una comedia infantil junto con Jacques Villeret. Ambos volverían a coincidir en La fortuna de vivir (1999, Jean Becker).
En 2003 interpretó al protagonista de L'Outremangeur, adaptación de un cómic escrito por Tonino Benacquista. Durante el rodaje conoció a la que sería su segunda esposa, Rachida Brakni, con la que contrajo matrimonio en 2007. A raíz de su interpretación del comisario Selena, Éric fue tomado en consideración para otros papeles, como el cortometraje Apporte-moi ton amour basado en la novela Bring me your love de Charles Bukowski, la readaptación de Hasta el último aliento (2007, Alain Corneau) y la teleserie Papillon noir (2008, Christian Faure).
En colaboración con el cineasta británico Ken Loach, fue coproductor en 2009 de Buscando a Eric. En esta película, el propio Cantona se interpreta a sí mismo para ayudar a un cartero de Mánchester (interpretado por Steve Evets, bajista de The Fall) a rehacer su vida. Buscando a Eric formó parte de la selección oficial del Festival de Cannes 2009 y obtuvo buenas críticas de la prensa especializada.
Además, Cantona ha sido responsable de reportajes para televisión a través de la productora Canto Bros Production: la serie Looking for, Foot et Immigration y Los rebeldes del fútbol.
En 2020 protagonizó una serie para Netflix, Recursos inhumanos, que está basada en una novela de Pierre Lemaitre.

## Otras consideraciones

### Política
Cantona protagonizó en 2010 una protesta organizada a través de las redes sociales contra el vigente sistema bancario de reserva fraccionaria. En su opinión, provocar un pánico bancario era la mejor forma de denunciar los recortes en gasto social y la reforma de las pensiones del gobierno francés, motivados por la crisis económica que comenzó en 2008. El video se hizo viral y el colectivo StopBanque organizó una retirada de depósitos para el 7 de diciembre a la que se apuntaron unas veintisiete mil personas, entre ellas el propio Éric. A pesar del éxito en redes sociales, la acción no tuvo repercusión alguna en las cuentas de las entidades. La entonces ministra de Economía de Francia, Christine Lagarde, criticó a los responsables de la protesta.
Dos años después, Cantona publicó una carta abierta en el diario Libération donde pedía a quinientos alcaldes que se comprometieran con la Fundación Abbé Pierre para la construcción de viviendas sociales y la limitación del precio de los alquileres, pues a su juicio es «inaceptable que haya gente hoy que tiene que hacer enormes sacrificios con la educación de sus hijos, a veces incluso con su salud, para tener un alojamiento». La campaña coincidió con las elecciones presidenciales de Francia de 2012 y el hecho simbólico de pedir quinientas firmas de cargos electos, cifra necesaria para presentarse a la presidencia, hizo que algunos medios de comunicación confundieran el propósito final del exfutbolista.
Cantona también ha mostrado su compromiso con la crisis migratoria en Europa provocada por la guerra civil siria, recordando que su abuelo materno fue un refugiado de la guerra civil española. En ese sentido, se ha ofrecido voluntario para acoger a refugiados sirios en su casa de Marsella durante dos años, y ha reclamado una solución a todas las partes implicadas.

### Publicidad
Éric Cantona ha sido la imagen de la firma deportiva estadounidense Nike durante más de dos décadas. A pesar de que el carácter díscolo afectó a su carrera deportiva, fue también una figura publicitaria muy atractiva para los anunciantes que querían incursionar en el fútbol británico. La marca deportiva se valió de esas controversias, incluyendo una broma en plena polémica sobre la patada al aficionado en Selhurst Park, para ganarse un hueco en el mercado. A nivel internacional, el anuncio más recordado es uno de 1996 en el que diversas estrellas vinculadas a Nike (como Paolo Maldini, Ronaldo y Patrick Kluivert) jugaban un partido contra demonios que querían conquistar el mundo; el francés marcaba el gol que salvaba a la humanidad.
A pesar de que Cantona se retiró en 1997, ha seguido haciendo cameos en algunos de los anuncios más emblemáticos de Nike para las Copas Mundiales de 1998 (protagonizado por la selección brasileña en un aeropuerto), 2002 y 2006.
Además, ha sido imagen publicitaria para Francia e Inglaterra de numerosas marcas como Sharp (patrocinador del Manchester United), Renault, L'Oreal, Pepsi y la cerveza Kronenbourg.

## Estadísticas

### Clubes
| Club | Div.                | Temporada           | Liga  | Liga  | Copas nacionales(1) | Copas nacionales(1) | Torneos internacionales(2) | Torneos internacionales(2) | Total | Total | Media goleadora(3) |
| Club | Div.                | Temporada           | Part. | Goles | Part.               | Goles               | Part.                      | Goles                      | Part. | Goles | Media goleadora(3) |
| --- | ------------------- | ------------------- | ----- | ----- | ------------------- | ------------------- | -------------------------- | -------------------------- | ----- | ----- | ------------------ |
| AJ Auxerre Francia | 1.ª                 | 1983-84             | 2     | 0     | —                   | —                   | —                          | —                          | 2     | 0     | 0,00               |
| AJ Auxerre Francia | 1.ª                 | 1984-85             | 5     | 2     | —                   | —                   | —                          | —                          | 5     | 2     | 0,40               |
| AJ Auxerre Francia | 1.ª                 | 1985                | 7     | 0     | —                   | —                   | 1                          | 0                          | 8     | 0     | 0,00               |
| FC Martigues Francia | 2.ª                 | 1986                | 15    | 4     | —                   | —                   | —                          | —                          | 15    | 4     | 0,27               |
| AJ Auxerre Francia | 1.ª                 | 1986-87             | 36    | 13    | 4                   | 4                   | —                          | —                          | 40    | 17    | 0,43               |
| AJ Auxerre Francia | 1.ª                 | 1987-88             | 32    | 8     | 5                   | 1                   | 2                          | 1                          | 39    | 10    | 0,26               |
| AJ Auxerre Francia | Total               | Total               | 82    | 23    | 9                   | 5                   | 3                          | 1                          | 94    | 29    | 0,31               |
| Olympique de Marsella Francia | 1.ª                 | 1988                | 22    | 5     | —                   | —                   | —                          | —                          | 22    | 5     | 0,23               |
| Girondins de Burdeos Francia | 1.ª                 | 1989                | 11    | 6     | 1                   | 0                   | —                          | —                          | 12    | 6     | 0,50               |
| Montpellier HSC Francia | 1.ª                 | 1989-90             | 33    | 10    | 6                   | 4                   | —                          | —                          | 39    | 14    | 0,36               |
| Olympique de Marsella Francia | 1.ª                 | 1990-91             | 18    | 8     | —                   | —                   | 3                          | 1                          | 21    | 9     | 0,43               |
| Olympique de Marsella Francia | Total               | Total               | 40    | 13    | 0                   | 0                   | 3                          | 1                          | 43    | 14    | 0,33               |
| Nîmes Olympique Francia | 1.ª                 | 1991                | 17    | 2     | —                   | —                   | —                          | —                          | 17    | 2     | 0,12               |
| Leeds United Inglaterra |                     |                     |       |       |                     |                     |                            |                            |       |       |                    |
| 1.ª | 1992                | 15                  | 3     | —     | —                   | —                   | —                          | 15                         | 3     | 0,20  |                    |
| 1.ª | 1992                | 13                  | 6     | 2     | 3                   | 5                   | 2                          | 20                         | 11    | 0,55  |                    |
| Total | Total               | 28                  | 9     | 2     | 3                   | 5                   | 2                          | 35                         | 14    | 0,40  |                    |
| Manchester United Inglaterra |                     |                     |       |       |                     |                     |                            |                            |       |       |                    |
| 1.ª | 1993                | 22                  | 9     | 1     | 0                   | —                   | —                          | 23                         | 9     | 0,39  |                    |
| 1.ª | 1993-94             | 34                  | 18    | 11    | 5                   | 4                   | 2                          | 49                         | 25    | 0,51  |                    |
| 1.ª | 1994-95             | 21                  | 12    | 2     | 2                   | 2                   | 0                          | 25                         | 14    | 0,56  |                    |
| 1.ª | 1995-96             | 30                  | 14    | 8     | 5                   | —                   | —                          | 38                         | 19    | 0,50  |                    |
| 1.ª | 1996-97             | 36                  | 11    | 4     | 1                   | 10                  | 3                          | 50                         | 15    | 0,30  |                    |
| Total | Total               | 143                 | 64    | 26    | 13                  | 16                  | 5                          | 185                        | 82    | 0,44  |                    |
| Total de la carrera | Total de la carrera | Total de la carrera | 369   | 131   | 44                  | 25                  | 27                         | 9                          | 440   | 165   | 0,38               |
| (1) Incluye Copa de Francia (1983-1991); FA Cup, Copa de la Liga y Charity Shield (1992-1997). No se han encontrado datos del resto de competiciones. (2) Incluye Copa de la UEFA (1983-1992) y Liga de Campeones de la UEFA (1992-1997). (3) No se incluyen los goles en partidos amistosos. |                     |                     |       |       |                     |                     |                            |                            |       |       |                    |

### Selecciones

#### Partidos internacionales
| Selección        | Año   | Amistosos | Amistosos | Eliminatorias | Eliminatorias | Eurocopa | Eurocopa | Total | Total |
| Selección        | Año   | PJ        | G         | PJ            | G             | PJ       | G        | PJ    | G     |
| ---------------- | ----- | --------- | --------- | ------------- | ------------- | -------- | -------- | ----- | ----- |
| Absoluta Francia | 1987  | 1         | 1         | 2             | 0             | -        | -        | 3     | 1     |
| Absoluta Francia | 1988  | 2         | 0         | -             | -             | -        | -        | 2     | 0     |
| Absoluta Francia | 1989  | 1         | 2         | 3             | 1             | -        | -        | 4     | 3     |
| Absoluta Francia | 1990  | 5         | 5         | 2             | 1             | -        | -        | 7     | 6     |
| Absoluta Francia | 1991  | -         | -         | 4             | 2             | -        | -        | 4     | 2     |
| Absoluta Francia | 1992  | 4         | 0         | 2             | 2             | 3        | 0        | 9     | 2     |
| Absoluta Francia | 1993  | 1         | 1         | 6             | 4             | -        | -        | 7     | 5     |
| Absoluta Francia | 1994  | 4         | 1         | 4             | 0             | -        | -        | 8     | 1     |
| Absoluta Francia | 1995  | 1         | 0         | -             | -             | -        | -        | 1     | 0     |
| Absoluta Francia | Total | 19        | 10        | 23            | 10            | 3        | 0        | 45    | 20    |

#### Fases finales
| Competición   | Categoría | Sede         | Resultado      | Partidos | Goles |
| ------------- | --------- | ------------ | -------------- | -------- | ----- |
| Eurocopa 1988 | Sub-21    | Varias sedes | Campeón        | 3        | 3     |
| Eurocopa 1992 | Absoluta  | Suecia       | Fase de grupos | 3        | 0     |

## Palmarés

### Campeonatos nacionales
| Título          | Club                  | País       | Año  |
| --------------- | --------------------- | ---------- | ---- |
| Division 1      | Olympique de Marsella | Francia    | 1989 |
| Copa de Francia | Montpellier           | Francia    | 1990 |
| Division 1      | Olympique de Marsella | Francia    | 1991 |
| First Division  | Leeds United          | Inglaterra | 1992 |
| Charity Shield  | Leeds United          | Inglaterra | 1992 |
| Premier League  | Manchester United     | Inglaterra | 1993 |
| Charity Shield  | Manchester United     | Inglaterra | 1993 |
| Premier League  | Manchester United     | Inglaterra | 1994 |
| FA Cup          | Manchester United     | Inglaterra | 1994 |
| Charity Shield  | Manchester United     | Inglaterra | 1994 |
| Premier League  | Manchester United     | Inglaterra | 1996 |
| FA Cup          | Manchester United     | Inglaterra | 1996 |
| Charity Shield  | Manchester United     | Inglaterra | 1996 |
| Premier League  | Manchester United     | Inglaterra | 1997 |

### Campeonatos internacionales
| Título                       | Club (*)               | Sede           | Año  |
| ---------------------------- | ---------------------- | -------------- | ---- |
| Eurocopa Sub-21              | Francia sub-21         | Besanzón       | 1988 |
| Euro Beach Soccer League     | Francia (fútbol playa) | Mónaco         | 2004 |
| Copa Mundial de Fútbol Playa | Francia (fútbol playa) | Río de Janeiro | 2005 |

### Distinciones individuales
| Distinción                                            | Año        |
| ----------------------------------------------------- | ---------- |
| Mejor jugador joven de la Ligue 1                     | 1987       |
| Máximo asistente de la Premier League                 | 1993, 1997 |
| Tercero en el Balón de Oro                            | 1993       |
| Equipo del año de la PFA                              | 1993-94    |
| Futbolista del año de la PFA                          | 1993-94    |
| Futbolista del año de la FWA                          | 1995-96    |
| ESM Team of the Year                                  | 1996       |
| Once de Oro                                           | 1996       |
| Football League 100 Legends                           | 1998       |
| Miembro del Salón de la Fama del Fútbol Inglés        | 2002       |
| Premier League 10 Seasons Awards: Equipo de la Década | 2002       |
| Miembro de la lista FIFA 100                          | 2004       |
| Equipo del Siglo de la PFA                            | 2007       |
| Premio Golden Foot "Leyenda del Fútbol"               | 2012       |
| Premio Presidente de la UEFA                          | 2019       |